# Kmiecie (Smęgorzów)
Kmiecie – część wsi Smęgorzów w Polsce położona w województwie małopolskim, w powiecie dąbrowskim, w gminie Dąbrowa Tarnowska.
W latach 1975–1998 Kmiecie administracyjnie należały do województwa tarnowskiego.